# Seznam kanadskih filozofov
Seznam kanadskih filozofov.

## C
- Gerald Cohen

## D
- Robert Doran

## H
- Joseph Heath

## K
- Will Kymlicka

## M
- Marshall McLuhan
- Ellen Meiksins Wood (1942-2016) zgodovinarka in politologinja

## P
- Zenon Pylyshyn

## R
- James Randi

## T
- Charles Margrave Taylor

## V
- Jean Vanier (1928–2019)